# Thimm Holding
Die Thimm Holding GmbH + Co. KG (Eigenschreibweise: THIMM) ist die Konzernobergesellschaft der Thimm-Group, einem deutschen Hersteller von Wellpappe für Transport- und Verkaufsverpackungen mit Hauptsitz in Northeim.

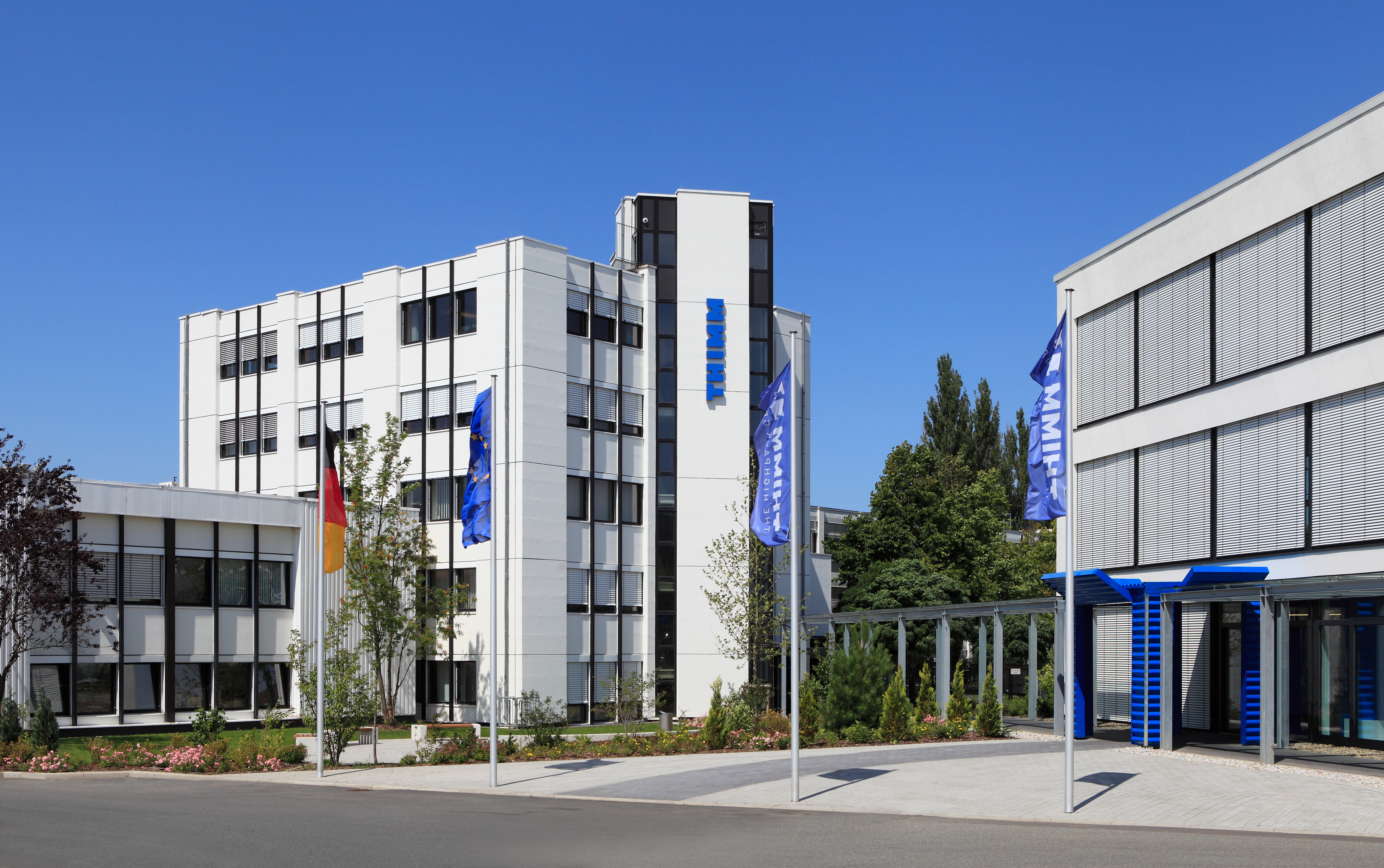
Thimm-Unternehmenszentrale in Northeim

## Geschichte
Das Unternehmen wurde 1949 in Herzberg am Harz von Walter Felix Thimm gegründet und verlagerte drei Jahre später den Unternehmenssitz nach Northeim. Die erste eigene Wellpappeproduktion startete dort 1959. 1970 wurde Klaus Thimm, der Sohn des Firmengründers, neben seinem Vater persönlich haftender Gesellschafter. Ein zweiter Standort für die Verpackungsproduktion wurde 1972 in Castrop-Rauxel gegründet. Im Jahr 1980 folgte das Werk in Alzey, aus dem seither auch die Exportmärkte wie Frankreich, Belgien oder die Niederlande beliefert werden.
Bedruckte Kartons entwickelten sich in den 80er-Jahren zu einer wichtigen Produktkategorie: 1982 stellte Thimm ein Drittel der 30.000 Tonnen vorgedruckter Wellpappe in Europa her und baute die Druckkapazitäten 1984 auf über 100 Millionen Quadratmeter aus.
Seit 1990 erweiterte das Unternehmen seine Tätigkeiten um die Märkte in Zentral- und Osteuropa, 1994 wurde in Všetaty (nahe Prag) das erste ausländische Wellpappenwerk unter der neugegründeten Thimm Obaly s.r.o. in Tschechien errichtet und der Standort Nordhausen gegründet.
1992 wurde das Werk in Eberswalde eingeweiht. So stieg das Produktionsvolumen im selben Jahr um 10,7 % auf fast 327 Millionen Quadratmeter. In Northeim wurde 1996 ein neues Druckzentrum für Verpackungen in Betrieb genommen, in dem eine selbst entwickelte Sieben-Farben-Druckmaschine eingesetzt wurde.
Im Jahr 1999 wurden unter der Thimm Holding GmbH + Co. KG fünf eigenständige Gesellschaften gegründet, die Thimm Verpackung, Thimm Display, Thimm Print, Thimm Service und Thimm Consulting. Nach dem Wechsel von Klaus Thimm aus dem operativen Geschäft in den Unternehmensbeirat im Jahr 2000 übernahm Mathias Schliep die Geschäftsführung. Im gleichen Jahr übernahm die Thimm Gruppe 90 % der Anteile an dem Displayunternehmen Jean Greim GmbH aus Wörrstadt.
2006 erfolgte der Markteintritt in Sibiu, Rumänien, die Standorteröffnung in Chotětov, Tschechien und die Übernahme der Schertler Verpackungen GmbH aus Neuburg an der Donau. Aus der Marke Thimm the Highpack Company wurde ein Jahr später die heutige Thimm the Highpack Group. Im Jahr 2010 bildete Thimm eine strategische Partnerschaft mit Christiansen Print, einem Anbieter für und digitalen Rollenvordruck und beteiligte sich mit 50 %. Sechs Jahre später übernahm die Thimm Gruppe alle Anteile mit den Standorten Ilsenburg, Northeim und Garancières-en-Beauce, Frankreich.
Im Jahr 2011 entstand im Rahmen eines Joint-Ventures mit Saica eine Mehrheitsbeteiligung an einer Wellpappefabrik in Südpolen unter dem Namen Top Packaging. In Deutschland entstanden seit 2012 neue Unternehmensstandorte in Essen, Bremen, Duisburg, Unterschleißheim und Germersheim. 2016 wurde in den Bau eines neuen Werks in der Holledau (Wolnzach) investiert, das 2017 das Werk in Unterschleißheim bei München ersetzte. Durch die Installation einer digitalen Rollendruckmaschine am Standort Ilsenburg (Christiansen Print) wurden Produktionskapazitäten geschaffen, da die Nachfrage nach digitalbedruckten Verpackungen und Displays stark anstieg.
2018 eröffnete Thimm einen Onlineshop für Kartons, Faltschachteln und Versandverpackungen aus Wellpappe unter dem Namen Cartonara. Ein Jahr später übernahm Top Packaging die Wellpappefabrik 'United Packaging SA' in Skarbimierz nahe Wroclaw. Kurz darauf wurden die ISL Schaumstoff-Technik GmbH in Viernheim sowie die ISL Verpackungstechnik in Serba in die Gruppe eingegliedert.
Im Jahr 2021 bezogen die Thimm-Start-ups den neuen Standort in Göttingen.
2022 wurde der Industriegüterbereich, die Thimm Packaging Systems, an die japanische Rengo-Gruppe verkauft.

## Unternehmensstruktur
Die Unternehmensgruppe gliedert sich seit der Umstrukturierung 2022 in die Geschäftsbereiche „Thimm“ (Verpackungen und Displays), „Christiansen Print“ (Rollenvordrucke für Wellpapphersteller und Markenartikelindustrie) und „Cartonara“ (Onlineshop). > 
Zur Unternehmensgruppe gehören:
- Thimm Group GmbH + Co. KG (Unternehmenszentrale in Northeim)
- Thimm
  - Thimm Verpackung GmbH + Co. KG (Northeim, Alzey, Castrop-Rauxel, Eberswalde)
  - Thimm Packaging srl (Sibiu, Rumänien)
  - Thimm Obaly, k.s. (Všetaty, Tschechien)
  - Thimm Display GmbH (Wörrstadt)
  - Thimm Verpackung Süd GmbH + Co. KG (Wolnzach)
  - Thimm Corporate Services GmbH + Co. KG
  - Digit49 GmbH + Co. KG (Göttingen)
  - Cartonara GmbH + Co. KG (Göttingen)
- Top Thimm
  - Top Packaging S.A. (Skarbimierz, Polen)
  - Top-Thimm Opakowania Spółka z ograniczoną odpowiedzialnością (Tychy, Polen)
- Christiansen Print 
  - Christiansen Print GmbH (Ilsenburg, Northeim)
  - Christiansen Print Garanières SAS (Garancières-en-Beauce, Frankreich)

## Produkte
Thimm bietet u. a. Produkte und Services von der Verpackungsberatung, der kundenindividuellen Entwicklung und Herstellung von nachhaltigen Verpackungen aus Wellpappe sowie warentragenden Displays über Druckleistungen (Digitaldruck, Flexodruck, Offsetdruck) und Konfektionierungsleistungen bis zur Anlieferung. 

## Auszeichnungen (Auswahl)
- 2018: Zwei WorldStar Awards der World Packaging Organisation[29]
- 2018: German Brand Award[30]
- 2018: Innovationspreis Wellpappe[31]
- 2018: Deutscher Verpackungspreis[32]
- 2018: iF Design Award[33]
- 2018: Verpackung des Jahres, Obal Roku[34]
- 2018[35], 2019[36], 2021[37], 2022[38]: POPAI D-A-CH Awards
- 2018[39], 2019[40]: Promotional Gift Awards
- 2019: DFTA Award des Flexodruck Fachverbands für Christiansen Print[41]
- 2020[42], 2021[43], 2022[44]: Axia Best Managed Companies Award
- 2021: Display Superstar Award, Silber[45]
- 2022: Top-Arbeitgeber Südniedersachsens (2022 und 2023) der Südniedersachsenstiftung und IHK[46]